# Ántero Flores-Aráoz
Ántero Flores-Aráoz Esparza (Lima, 28 de febrero de 1942)  es un abogado y político peruano. Fue presidente del Consejo de Ministros del Perú durante el gobierno de Manuel Merino y ministro de Defensa en el segundo gobierno de Alan García, desde el 20 de diciembre del 2007 hasta el 11 de julio del 2009. Ejerció también como congresista de la república por Lima durante tres periodos consecutivo, presidente del Congreso en el periodo 2004-2005, congresista constituyente en 1992 y diputado de 1990 a 1992.

## Biografía
Ántero Flores-Aráoz nació en la ciudad de Lima, el 28 de febrero de 1942. Es hijo de Ántero Flores-Aráoz Adalid e Inés Esparza Moselli. Es el cuarto nieto del prócer de la Independencia de Argentina y del Perú, Francisco Aráoz de Lamadrid. 
Estudió la primaria y la secundaria en el Colegio La Salle ubicado en el Distrito de Breña. Luego, ingresó a la Facultad de Derecho de la Pontificia Universidad Católica del Perú, sin embargo, se trasladó a la Universidad Nacional Mayor de San Marcos, en la cual se graduó en Derecho y obtuvo el título de abogado.
Se ha desempeñado como docente en la Universidad de Lima y en la Universidad de San Martín de Porres.
Entre 1980 y 1985, fue vicepresidente de la Sociedad de Beneficencia Pública de Lima y presidente de las loterías de Lima y Callao.

## Carrera política
Ántero Flores-Aráoz se inició en el ámbito político como militante del Partido Popular Cristiano liderado por Luis Bedoya Reyes en el año 1985. Luego postula a la Cámara de Diputados del Congreso de la República en las elecciones parlamentarias de ese mismo año, sin embargo, no resultó elegido.
Fue elegido como regidor de la Municipalidad de Lima en 1986. Dentro del PPC, fue secretario provincial de Lima de 1986 a 1989 y secretario general colegiado de 1989 a 1992.

### Diputado por Lima
En las elecciones parlamentarias de 1990, postuló por segunda vez a la Cámara de Diputados como miembro del Frente Democrático (alianza entre el Movimiento Libertad, el Partido Popular Cristiano y Acción Popular) liderado por Mario Vargas Llosa. Flores-Aráoz logró resultar elegido como diputado por Lima Metropolitana para el periodo parlamentario 1990-1995. Sin embargo, el 5 de abril de 1992, su labor legislativa se vio interrumpida tras el cierre del Congreso de la República decretado por el expresidente Alberto Fujimori. Tras el autogolpe, Flores-Aráoz junto a los disueltos diputados y senadores se enfrentaron a la represión militar dirigida por Vladimiro Montesinos al mando de Fujimori.

### Congresista Constituyente
Luego del autogolpe, Fujimori decidió convocar a elecciones constituyentes en noviembre del mismo año con el fin de crear una nueva constitución política. Flores-Aráoz decidió participar junto con Lourdes Flores, quienes se habrían opuesto a las posiciones de otros militantes en contra de una nueva carta magna. Fue elegido constituyente con 64,889 votos para el periodo 1992-1995.
Dentro del Congreso Constituyente Democrático, formó parte de la oposición al gobierno de Fujimori colaborando en las investigaciones de las matanzas ocurridas en la Universidad Enrique Guzmán y Valle “La Cantuta” y en Barrios Altos, realizadas por el Grupo Colina al mando de Vladimiro Montesinos.

### Congresista de la República
En el año 1995, Flores-Aráoz postula al Congreso de la República por el Partido Popular Cristiano en las elecciones parlamentarias y resulta elegido como congresista de la república par el periodo parlamentario 1995-2000.
Durante su labor en el legislativo, apoyó a los magistrados del Tribunal Constitucional cuando fueron destituidos por la mayoría fujimorista y también el referéndum de 1998 que buscaba frenar la segunda reelección de Alberto Fujimori a la presidencia de la república para las elecciones generales del año 2000.
Fue luego elegido en 1999 como presidente del Partido Popular Cristiano, en reemplazo del histórico Luis Bedoya Reyes. Permaneció en el cargo hasta el 2003 donde fue sucedido por Lourdes Flores.
Tras el impedimento del Partido Popular Cristiano de postular por disposición del Jurado Nacional de Elecciones manipulado por Vladimiro Montesinos en el año 2000, Flores-Aráoz fue invitado por el partido Perú Posible de Alejandro Toledo como candidato al Congreso de la República para las elecciones parlamentarias del mismo año y obtuvo la quinta votación más alta, con 174,939 votos, para el periodo parlamentario 2000-2005.
Durante la tercera juramentación de Alberto Fujimori a la presidencia de la república el 28 de julio del 2000, Flores-Aráoz se retiró del parlamento junto a los congresistas de la oposición para luego participar en la “Marcha de los Cuatro Suyos” encabezada por Alejandro Toledo.
Ante la difusión nacional de los Vladivideos y luego la renuncia de Alberto Fujimori desde Japón mediante un fax, se decidió declarar la vacancia presidencial por incapacidad moral y Flores-Aráoz apoyó la vacancia la cual fue aprobada con 62 votos a favor. Luego, su mandato congresal fue reducido hasta julio del 2001 tras el gobierno de transición encabezado por el histórico Valentín Paniagua y la convocatoria a nuevas elecciones generales.
Fue nuevamente reelegido como congresista por la alianza Unidad Nacional, liderada por Lourdes Flores, para el periodo 2001-2006.
Ha sido miembro de la Comisión de Relaciones Exteriores, de la Comisión Permanente, de la Comisión de Constitución y Reglamento, entre otras. En la legislatura 2005-2006 fue presidente de la Comisión de Constitución y Reglamento.
Flores-Aráoz se ha distinguido por ser el congresista que presentó más proyectos de ley que posteriormente se convirtieron en tales. Algunos proyectos destacados de su autoridad son:
- Conversión del inti al nuevo sol.
- Modificación de los alcances del Seguro Obligatorio de Accidentes de Tránsito (SOAT).
- Autorización al Banco de la Nación para dar créditos a las pyme.
- Prohibición de artefactos pirotécnicos.
- Protección a los animales silvestres y domésticos.
- Acceso a bonos de vivienda de víctimas del terrorismo.
- Reducir el gasto para viajes de funcionarios públicos (utilización de cabina turista).
- Eliminación de la «muerte civil» por no sufragar.

### Presidente del Congreso
En el año 2003, los partidos opositores a Alejandro Toledo (el Partido Aprista Peruano, Unidad Nacional y otras bancadas) decidieron postular a Flores-Aráoz como candidato a la presidencia del Congreso de la República, compitiendo contra el oficialista Henry Pease donde finalmente fue vencido por Pease con la mayoría de votos.
En 2004, volvió a presentarse como candidato a la Mesa Directiva y finalmente logró ser elegido como presidente del Congreso de la República para el periodo legislativo 2004-2005. Su lista estuvo conformada por los congresistas Natale Amprimo, Judith de la Mata, Jorge Mera Ramírez, Jorge Chávez Sibina y Michael Martínez Gonzales.
En su discurso inaugural, mandó guardar su carné del Partido Popular Cristiano, como muestra de que sería un presidente de consenso. Esto fue aplaudido por todas las bancadas parlamentarias.

De acuerdo con lo que prometí en esta campaña, quiero entregar al señor Oficial Mayor, para que lo conserve bajo todas las llaves que quiera, mi carné del Partido Popular Cristiano. Este año en que ejerceré la presidencia del Congreso, lo haré con licencia de mis facultades, atribuciones y todo lo que se relacione con mi partido.

Seré el presidente del Congreso, de todos y cada uno de ustedes; y no habrá preferencia, ni nada que se le parezca, porque primero es el cumplimiento del deber, el cumplimiento de la Constitución y el cumplimiento de la ley.
Ántero Flores-Aráoz, 26 de julio del 2004

Al día siguiente de ser elegido como titular del legislativo, se reunió con el presidente Alejandro Toledo, a quien le propuso crear un Consejo de Estado que reuniría a los titulares de los tres poderes del Estado para coordinar acciones y políticas. El presidente Toledo aceptó la propuesta y a las pocas semanas se reunieron los titulares del Ejecutivo, del Congreso y del Poder Judicial; sin embargo, el ente no se formalizó como lo propuso Flores-Aráoz.
En enero del 2005, en medio del Andahuaylazo, Flores-Aráoz participó activamente en el Consejo de Estado a fin de tomar medidas para solucionar dicha emergencia.
En el año 2006, no apoyó la candidatura de Lourdes Flores a la presidencia de la república por supuestos problemas personales. Durante la campaña electoral, no estuvo presente en ningún acto público de Flores y una vez terminada la campaña electoral, no negó que le gustaría postular a la presidencia de la pepública, siempre y cuando lo acredite su partido. 

### Representante ante la OEA
El 2 de diciembre del 2006, Flores-Aráoz fue confirmado su nombramiento como representante Permanente del Perú ante la Organización de los Estados Americanos, siendo aprobado su cargo al día siguiente. La invitación le fue hecha por Alan García y por José Antonio García Belaúnde, quien por una resolución ministerial, confirmó su nueva posición.
Flores-Aráoz pidió permiso antes al Partido Popular Cristiano, pero luego en el transcurso del 2007 renunció debido a problemas personales con Lourdes Flores, aunque estos luego fueron superados. El 20 de diciembre del 2007, luego de poco más de un año en el cargo, dejó el cargo para ocupar un cargo en el poder ejecutivo y fue reemplazado por María Zavala Valladares el 3 de enero del 2008.

### Ministro de Defensa
El 20 de diciembre del 2007, Ántero Flores-Aráoz fue nombrado como ministro de Defensa por el presidente Alan García en reemplazo de Allan Wagner. quien pasó a ocupar un cargo de representante peruano ante la Corte Internacional de La Haya en el caso de los límites marítimos y terrestres con Chile. 
Entre sus primeras gestiones, se encontró la de respaldar la propuesta del entonces vicepresidente Luis Giampietri, que planteaba que el avión presidencial en desuso pase a las Fuerzas Armadas y Policía Nacional del Perú para usos bélicos o humanitarios. El 3 de enero del 2007, esta proposición fue aceptada en una sesión del Consejo de Ministros dirigido por Jorge del Castillo.
De 2008 a 2009, como ministro, se desempeñó como presidente del Comité Interamericano contra el Terrorismo de la Organización de los Estados Americanos.
En julio del 2009, renunció a la cartera ministerial tras la renuncia del premier Yehude Simon, en el marco de la crisis política generada por el Caso Baguazo.

## Candidato presidencial
En el año 2014 Flores-Aráoz fundó su propio partido político llamado “Orden” y para las elecciones generales del 2016, anunció su candidatura presidencial en el departamento de Apurímac.
Durante su campaña presidencial, fue polémico tras su apodo como Gato Fiero. Sin embargo, no tuvo éxito en la contienda electoral y para la segunda vuelta de las elecciones, sorprendió su reunión con la candidata Keiko Fujimori de Fuerza Popular, pese a que Flores-Aráoz fue un fuerte opositor a la dictadura de su padre Alberto Fujimori.

## Presidente del Consejo de Ministros
El 11 de noviembre del 2020, Ántero Flores-Aráoz fue nombrado como presidente del Consejo de Ministros por el presidente Manuel Merino en su gobierno de transición. Quien asumió el cargo tras un proceso de vacancia por parte del Congreso de la República al entonces presidente Martín Vizcarra.
Durante su breve gestión como premier, promulgó la ley que favorecía el retiro de aportes de las Administradoras de fondos de pensiones de Perú (AFP). Flores-Aráoz también se mostró a favor del retiro de aporte de la Oficina de Normalización Previsional (ONP) y del Fondo Nacional de Vivienda (FONAVI).
No obstante, tras la renuncia de Merino a la presidencia de la república el 17 de noviembre del mismo año, también se hizo de manera oficial la de Flores-Aráoz y la de todo su equipo en conjunto seis días más tarde.
El 4 de octubre del 2021, la fiscal de la nación Zoraida Ávalos presentó ante el Congreso de la República una denuncia constitucional contra Merino y sus ministros Flores-Aráoz y Gastón Rodríguez, por las muertes de los manifestantes Inti Sotelo y Brian Pintado y las lesiones sufridas por 78 personas durante las movilizaciones ocurridas en noviembre del 2020 que motivaron su renuncia a la presidencia de la república.

## Controversias
Antero Flores-Aráoz ha sido considerado como un político conservador. Ello debido a su abierta oposición al matrimonio entre personas del mismo sexo o por su filiación al Partido Popular Cristiano, del cual fue líder hasta 2007. Además, fundó el colectivo Coordinadora Republicana que forma parte del conservadurismo peruano.
Por otra parte, cuando el Congreso de la República debatió una ley contra los feminicidios, Flores-Aráoz la calificó como innecesaria:

El hecho de que se le quite la vida a una mujer no significa que sea un delito de odio. (...) La mayoría de (asesinatos a mujeres) son por otra cosa: porque le quieren robar, porque hubo unos ‘cuernos’, etc. No necesariamente son feminicidios."

Además, Antero Flores-Aráoz fue señalado de racismo al emplear los términos despectivos «llamas» y «vicuñas» para referirse a indígenas andinos que se opusieron al Tratado de Libre Comercio con los Estados Unidos en una entrevista concedida en 2006.

## Publicaciones
- Autoritarismo o democracia (1990-2000) (2005)
- Ordenando el Perú, 2 tomos (2016)
- ¿Hay autonomía universitaria? (2017)
- Pensemos en el Perú (2021)
- Desarrollemos el Perú (2023)
- Estudio sobre las causas económicas de la emancipación peruana (2023)
- Opinando en tiempos complejos (2025)

## Reconocimientos
- Doctor honoris causa:
  - Universidad José Carlos Mariátegui; Moquegua 2004
  - Universidad Tecnológica del Perú, Lima 2004
  - Universidad de Chiclayo, La Libertad, 2004
  - Universidad Alas Peruanas; Lima 2005
  - Universidad San Martín de Porres, Lima 2007
  - Consejo Iberoamericano en honor a la Calidad Educativa, 2008
  - Universidad Privada TELESUP, 2019
- Orden El Sol del Perú: Gran Cruz
- Congreso de la República del Perú: Condecoración por su gestión en la Presidencia del Congreso, 2005
- Estrella de las Fuerzas Armadas de Ecuador: Grado de Gran Estrella al Mérito Militar, 2008
- Presidencia de El Salvador Medalla de Oro al Mérito por Servicios Distinguidos, 2008